# Arne Dessaul
Arne Dessaul (* 29. September 1964 in Wolfenbüttel) ist ein deutscher Krimi-Autor. Bekannt wurde er durch seine Kriminalromane, insbesondere die „Helmut Jordan“-Reihe, die sowohl im Gmeiner-Verlag als auch im Selfpublishing erschien. In den letzten Jahren hat Dessaul zudem im Maximum Verlag publiziert. Seine Werke zeichnen sich durch tiefgründige Charakterstudien und die Verknüpfung von gesellschaftlichen Themen mit fesselnden Kriminalfällen aus.

## Leben
Dessaul wurde 1964 in Wolfenbüttel geboren und wuchs in Winnigstedt auf. Nach seinem Abitur 1984 und dem Grundwehrdienst absolvierte er eine kaufmännische Ausbildung. 1989 zog er nach Bochum, wo er an der Ruhr-Universität Publizistik und Kommunikationswissenschaft studierte. Während seines Studiums arbeitete er als freier Journalist für Magazine und Tageszeitungen. Seit 1994 ist er in der Onlineredaktion der Ruhr-Universität Bochum tätig, wo er u. a. die Universitätszeitung betreut hat.
Seine literarische Karriere begann im Jahr 2016 mit dem Krimi Trittbrettmörder, dem ersten Band der „Helmut Jordan“-Reihe. Der Roman wurde im Gmeiner Verlag veröffentlicht. Sein zweiter Krimi Bauernjäger folgte 2017. In der Folge entschied sich Dessaul, einige seiner Romane im Eigenverlag zu veröffentlichen. In den letzten Jahren kehrte er jedoch zum Verlagswesen zurück und veröffentlichte zum einen bei Redrum Books die Dystopie Die Neue Mauer (2023) sowie mehrere Werke im Maximum Verlag, darunter Ihr letztes Stück (2021) und Sein letzter Witz (2022), Ihr letzter Flirt (2023), Ihr letztes Spiel (2024) und Ihr letzter Tanz (2024). Ebenfalls 2024 erschien im Maximum Verlag der Gesellschaftsroman Ewige Schuld.

### Persönliches
Arne Dessaul lebt in Bochum, ist verheiratet und hat zwei Töchter.

## Werke
Dessauls Romane drehen sich oft um den Ermittler Helmut Jordan, der sich in komplexen Kriminalfällen wiederfindet, die eng mit gesellschaftlichen und politischen Themen verknüpft sind. Besonders prägend für seine Bücher ist die Betonung der psychologischen Dimensionen seiner Figuren und die Frage nach moralischer Verantwortung. Neben der klassischen Krimihandlung stellt Dessaul häufig soziale Missstände und menschliche Abgründe in den Vordergrund.
Zu seinen wichtigsten Veröffentlichungen zählen:
- Trittbrettmörder. Gmeiner-Verlag, Meßkirch 2016, ISBN 978-3-8392-1948-5.
- Bauernjäger.  Gmeiner Verlag, Meßkirch 2017, ISBN 978-3-8392-2107-5.
- Tödlicher Halt. Selfpublishing, Norderstedt 2019, ISBN 978-3-7347-9727-9.
- Verschluckt. Selfpublishing, Norderstedt 2020, ISBN 978-3-7519-3242-4.
- Ihr letztes Stück. Maximum Verlag, Langwedel 2021, ISBN 978-3-948346-40-9.
- Sein letzter Witz. Maximum Verlag, Langwedel 2022, ISBN 978-3-948346-44-7.
- Die Neue Mauer. Redrum Books, 2023, ISBN 978-3-95957-500-3.
- Ihr letzter Flirt. Maximum Verlag, 2023, ISBN 978-3-9867900-8-0.
- Ihr letztes Spiel. Maximum Verlag, 2024, ISBN 978-3-9867903-5-6.
- Ewige Schuld. Maximum Verlag, 2024, ISBN 978-3-9867903-7-0.
- Ihr letzter Tanz. Maximum Verlag, 2024, ISBN 978-3-98679-058-5.